# エミール・ジャック＝ダルクローズ
エミール・ジャック＝ダルクローズ （Émile Jaques-Dalcroze, 1865年7月6日 - 1950年7月1日）は、スイス出身の作曲家・音楽教育家。運動を通じて音楽を学び経験するという、音楽学習の方法論の一つであるリトミックを発展させた。その影響は　カール・オルフの教育音楽、ムジカ・ポエティカの理念にも及んでいる。

## 生涯
ウィーン音楽院でアントン・ブルックナーに、パリ音楽院でマティス・リュシーに師事。1886年にアルジェに勤務中、アラビア民族音楽のリズム法に触発されてリトミックを発案、ジュネーヴ音楽院に勤務中にその理念と実践理論を構築・展開した。1910年、ドイツ、ドレスデン郊外ヘレラウで学校設立。
1915年、ジュネーヴにジャック＝ダルクローズ・インスティテュートを開校（ブリュッセルにも分校を設置）。1925年頃にドイツの音楽学校で、音楽教育の実践的理論としてダルクローズ理論が採用されたのを機に、リトミックが世界的に普及することとなった。

## ダルクローズ理論
ダルクローズ理論は「動きを通じて音楽の諸概念を教える」という理論である。ある種類の動作およびその相似形の動作で音楽の概念を表現することによって、音楽表現に関する一貫した自然な感覚を得るのである。身体そのものをよく調律された楽器へと変えることが、確かで鮮やかな音楽の基礎を身につけるのに最も適しているとダルクローズは考えたのだ。ダルクローズ理論はリトミック・ソルフェージュ・即興演奏の三つの要素からなる。ダルクローズによれば、この三つの要素が合わさることで、音楽家として必要な要素がすべて学べるトレーニングになるのだという。理論上は、それぞれの科目においてこれらの要素を交えながら、創造性と動作に基づいて音楽を教えることになる。

## 関連人物
- ルドルフ・フォン＝ラバン
- クルト・ヨース
- マリー・ヴィグマン
- 伊藤道郎